# ドレス・ミー・アップ・アス・ア・ラバー
ドレス・ミー・アップ・アス・ア・ラバー（Dress Me Up as a Robber）は、1982年にポール・マッカートニー（Paul McCartney）が発表した楽曲である。アルバム『タッグ・オブ・ウォー』に収録されている。ポールには珍しいフュージョン風ナンバーでもある。全編ファルセットで歌っており、アウトテイクでは試行錯誤する様子がうかがえる。

## 収録アルバム
- 『タッグ・オブ・ウォー』